# Batavia Stad
Batavia Stad Fashion Outlet is de eerste fashion outlet in Nederland, gelegen aan het Markermeer in Lelystad. De outlet is genoemd naar het schip de Batavia uit 1628, waarvan een replica nabij is afgemeerd, bij de Bataviawerf.

## Architectuur

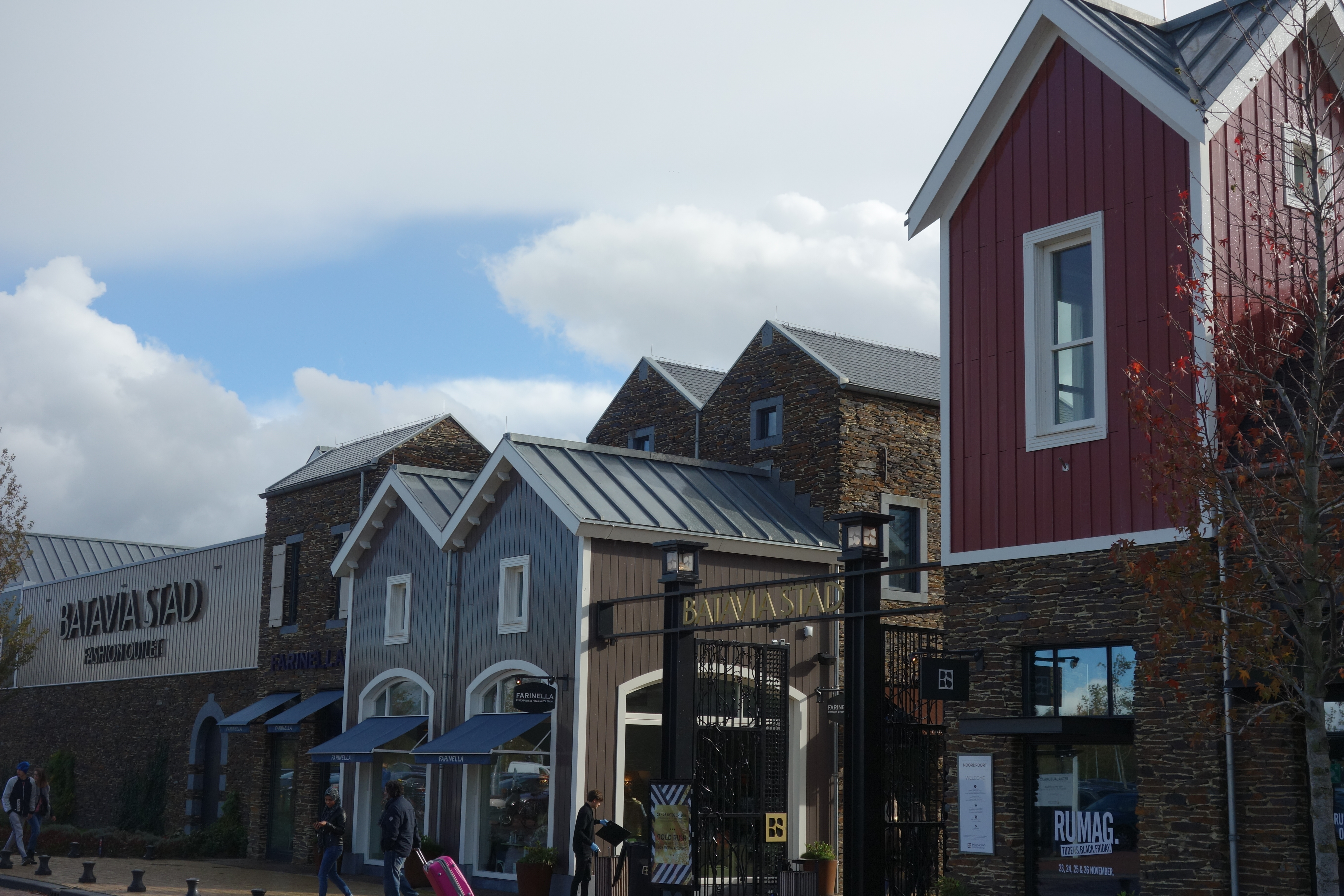
Ingang van Batavia Stad

Het winkelcentrum is een imitatie van een vestingstad, compleet met een stadsmuur, drie stadspoorten, autovrije klinkerstraten en een reeks individuele houten winkelgebouwen met een quasi-authentieke architectonische uitstraling, deels geïnspireerd op Marken, deels op de West-Indische koloniën, waar de 'Batavia' als spiegelretourschip van de Vereenigde Oost-Indische Compagnie nooit geweest is.

## Uitbreidingen
Na de opening als eerste outlet centre in Nederland in 2001 werd Batavia Stad Fashion Outlet in 2008 vergroot met een tweede en in 2009 met een derde fase. Met de uitbreidingen kwam Batavia Stad direct aan het Markermeer te liggen. De eerste fase alsmede de uitbreidingen werden geïnitieerd en ontwikkeld door projectontwikkelaar Stable International uit Amersfoort. De uitbreidingen zijn ontworpen door Attika Architekten. In juni 2015 werd door VIA Outlets (eigenaar sinds 2014) opnieuw een grote uitbreiding aangekondigd, van 45 winkels met een vloeroppervlak van 5.500 m². Hiermee zou Batavia Stad 150 winkels gaan omvatten, met in totaal 31.000 m².

## Aanbod
Er wordt diverse mode, schoenen, lingerie, parfums en sport- en buitenkleding verkocht van ruim tweehonderdvijftig internationale merken. Verder wordt er allerhande keukengerei verkocht. Er zijn meerdere horecagelegenheden, waaronder Dutch Originals, McDonald's, Starbucks, La Place, The Chocolate Company en Subway.